# Torkild Rieber
Torkild Rieber (Voss, Noruega, 13 de marzo de 1882 – Manhattan, 10 de agosto de 1968) fue un emigrante noruego a los Estados Unidos que llegó a ser presidente del consejo de administración de Texaco.
Nacido en un distrito rural de Noruega, Rieber se embarcó como marinero cuando tenía 15 años. En 1904 ya era capitán de un buque petrolero que fue adquirido el año siguiente por la recién fundada Compañía de Texas (Texaco), y fue subiendo en el escalafón de la compañía hasta convertirse en su presidente en 1935. El año siguiente negoció la adquisición por Texaco de la concesión petrolífera de Barco en Colombia. Durante los tres años siguientes supervisó la ingente hazaña de ingeniería que suponía abrir un campo petrolífero en mitad de la selva y construir un oleoducto a través de una jungla agreste hasta alcanzar la costa del Caribe.
Rieber simpatizó con los regímenes fascistas europeos de la década de 1930 y suministró petróleo ilegalmente y a crédito a las fuerzas de Franco durante la guerra civil española. También compró buques petroleros a Alemania a cambio de petróleo. El último petrolero fue entregado desde Hamburgo después del estallido de la Segunda Guerra Mundial. Texaco continuó suministrando petróleo a la Alemania nazi a través de América del Sur por un tiempo. Cuando los lazos de Rieber con los nazis salieron a la luz en agosto de 1940, el escándalo que siguió acabaría forzando su dimisión. Rieber continuó su actividad en el sector petrolero. Después de que Irán nacionalizara las concesiones británicas de petróleo en 1951, y del subsiguiente golpe de Estado fomentado por los gobiernos occidentales en 1953 que restauró el poder del Shah, Rieber participó en la resolución de la disputa sobre el petróleo iraní.

## Primeros años
Rieber nació en Voss, Noruega, el 13 de marzo de 1882, hijo del dueño de una tintorería en un pueblo a unos 100 km de Bergen.
Su familia era luterana, y creció en un entorno en el que el alcohol, el baile y el juego estaban estrictamente prohibidos. A la edad de 15 años Rieber dejó su hogar paterno y se unió a la tripulación del barco velero Hiawatha en un viaje de seis meses por el cabo de Hornos a San Francisco. Tras regresar a Noruega, estudió en una escuela náutica y después trabajó durante dos años como contramaestre en un bergantín que transportaba peones indios en servidumbre desde Calcuta a las plantaciones de azúcar británicas en las Indias Occidentales. En 1901, a los 18 años, mandaba un buque cisterna francés cuándo resultó herido en un pelea a bordo mientras el buque estaba amarrado en la bahía de Delaware. Tuvo que ser hospitalizado, perdiendo su empleo.

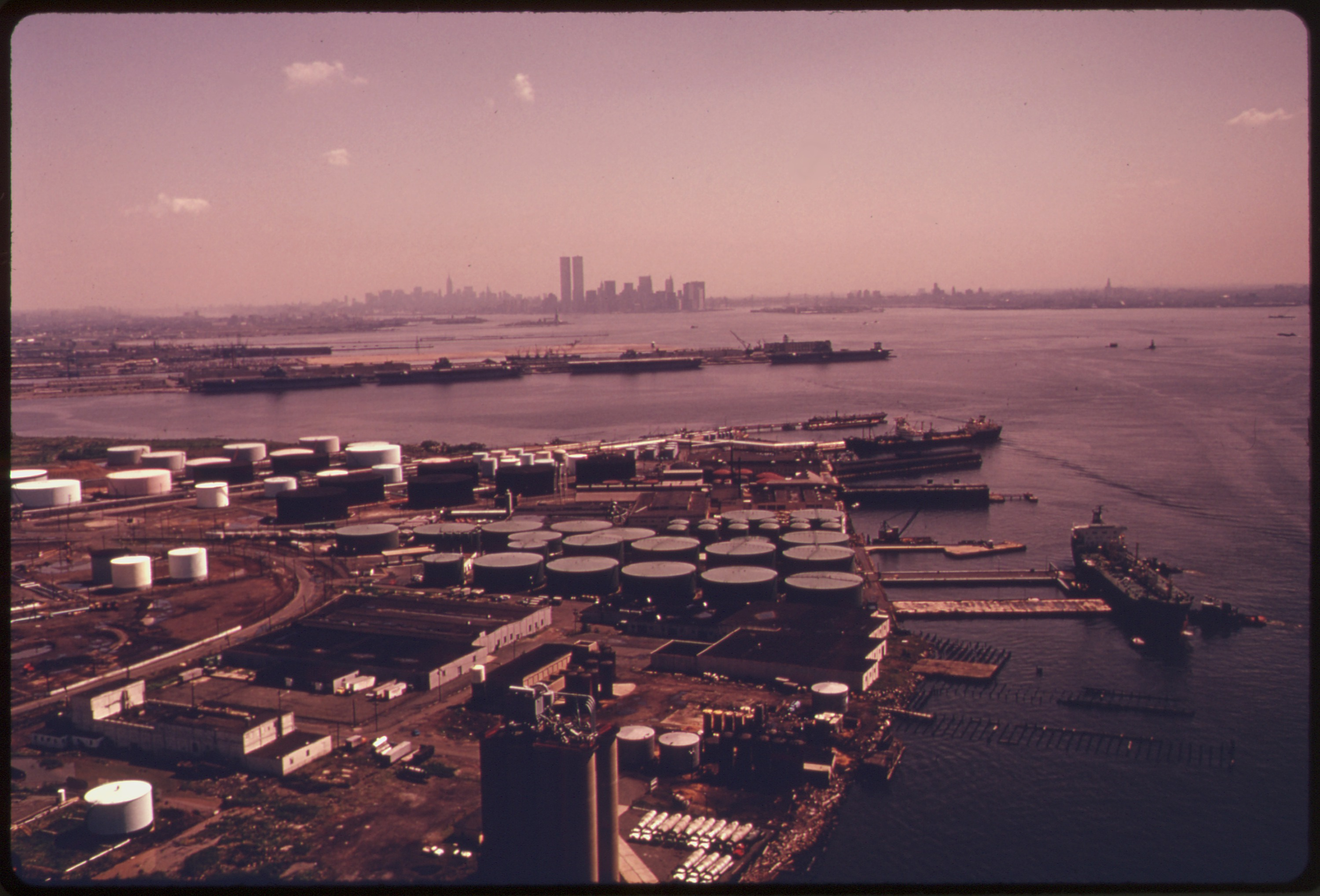
La terminal de petróleo de Bayonne en 1970

Después de recuperarse, Rieber encontró empleo como oficial en un petrolero tejano, el primero en usar la terminal de Texaco en Spindletop, Texas. En 1904 fue ascendido a capitán del buque. El petrolero fue adquirido por Texaco tres años después, en 1905. Después de otros tres años navegando, se le encargó la construcción de la terminal de Texaco en Bayonne, Nueva Jersey. La terminal empezó a operar antes de ser terminada y sus edificios de madera fueron destruidos por incendios dos veces, pero cada vez Reiber fue capaz de reconstruirlos rápidamente. Tras concluir este proyecto, Rieber fue destinado a las oficinas centrales de la compañía.
Rieber se casó con Miriam Marbe en 1909. Tuvieron dos hijos, una chica y un chico. Miriam murió en 1938.
Durante la Primera Guerra Mundial Reiber fue superintendente de terminales y también superintendente adjunto de la refinería de petróleo en Port Arthur, Texas.
El primer presidente de Texaco, Joseph Stephen Cullinan, perdió la confianza del consejo de administración en 1913 y dejó la empresa para formar otra compañía petrolera, la American Republics Corporation. Después de que acabara la Primera Guerra Mundial, Rieber dejó Texaco y pasó a ser vicepresidente de la compañía fundada por Cullinan. Dificultades en la nueva compañía hicieron que en 1927 Rieber aceptara una oferta para regresar a Texaco como vicepresidente de exportaciones y transporte marítimo.  Allí adquirió una flota de nuevos petroleros y abrió nuevos mercados por todo el mundo para Texaco. En 1929 y 1930 intentó formalizar un acuerdo con Heath Eves de la Anglo-Persian Oil Company (APOC, que después se convertiría en British Petroleum) para que las dos compañías cooperaran en Europa y en otros mercados donde APOC no tenía socios. En 1935 fue nombrado presidente del consejo de administración de Texaco, con William Starling Sullivant Rodgers como director general. Rieber apareció en la portada de la revista Time el 4 de mayo de 1936.

## Expansión internacional
En la década de 1930 Texaco era la cuarta compañía petrolera de los Estados Unidos, después de Standard Oil de Nueva Jersey, Socony-Vacuum y Standard Oil de Indiana, pero explotaba únicamente campos petrolíferos domésticos. Rieber quiso adquirir otras fuentes de suministro en caso de que los Estados Unidos restringieran las exportaciones a alguno de los clientes extranjeros de Texaco.

### Concesión Barco en Colombia

La concesión petrolífera de Barco y el oleoducto a Coveñas

En 1936 Rieber compró los derechos a la concesión Barco en Colombia de la Gulf Oil Corporation por 14.55 millones de dólares, y vendió una participación del 50% a Socony-Vacuum.
El crudo tenía que ser bombeado sobre la cordillera Oriental por un puerto de montaña a unos 1000 metros de altitud. De allí el oleoducto continuaba hacia el oeste a través del valle del río Magdalena, y en tres lugares corría por debajo del río o de uno de sus afluentes.
El oleoducto de 421 kilómetros de largo terminaba en el puerto caribeño de Coveñas en el departamento de Sucre.
La tubería de 300 milímetros de diámetro fue diseñada para que fuera capaz de transportar 28 mil barriles diarios desde los campos petrolíferos de La Petrólea y Tibú hasta el terminal en Coveñas.
La mayoría de los equipos y suministros necesarios fueron transportados por vía aérea, un total de 5 mil toneladas, usando pistas construidas a propósito en la jungla. Entre los materiales transportados figuraba un puente colgante de 76 metros de ancho así como vehículos, generadores, tuberías y comida. 
Hasta un máximo de 5000 trabajadores locales fueron empleados, supervisados por 400 estadounidenses. 
Ocho empleados de las compañías petroleras murieron en confrontaciones con los indios Motilones, que intentaban defender su territorio. 
62 pozos de extracción estaban ya operativos en 1939 cuando se inauguró el oleoducto.
El crudo era oro-verde en color y contenía un 49% de gasolina tras su destilación, un valor muy alto. 
La última soldadura de la tubería fue hecha por Gladys Crosby Whitney, esposa de Cornelius Vanderbilt Whitney.
El coste total de la construcción del proyecto, incluyendo el oleoducto, fue de 40 millones de dólares.

### Baréin

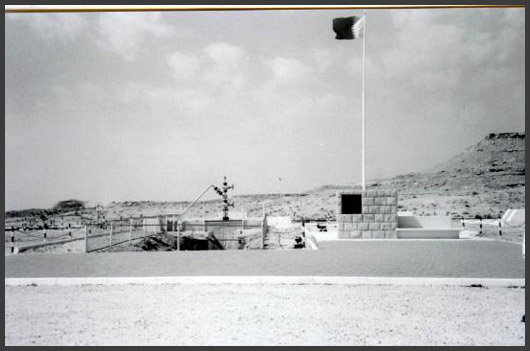
El primer pozo petrolífero en Baréin en 1931

Standard Oil de California había adquirido los derechos de explotación petrolífera en Baréin en el golfo Pérsico y buscaba un socio con presencia en el mercado del Extremo Oriente. Rieber concluyó un acuerdo de coproducción creando la California-Texas Oil Company, que también incorporó la distribución del Extremo Oriente de Texaco. En 1939, la filial conjunta ganó un total de 12 millones de dólares para sus casas matrices.

## Lazos con fascistas españoles y alemanes
Así como muchos otros dirigentes empresariales, Rieber admiraba la eficacia de los movimientos fascistas en Europa.

### Apoyo al bando sublevado durante la guerra civil española
La guerra civil española comenzó en julio de 1936 y en enero de 1937 los Estados Unidos promulgaron un Acta de Neutralidad que prohibía proporcionar crédito a cualquiera de los dos bandos. En agosto de 1936 Rieber se reunió con el general Franco y empezó a suministrar petróleo a crédito al bando sublevado, algo que continuaría haciendo hasta que acabó la guerra.
Tampoco era legal usar buques estadounidenses para transportar la carga a España; la Texaco declaraba que los barcos iban a ir a Amberes, Róterdam o Ámsterdam y durante la travesía los capitanes abrían instrucciones selladas que les ordenaba desviar los barcos a puertos españoles controlados por los sublevados. El precio del petróleo suministrado era el que habría correspondido si los sublevados se hubieran encargado del transporte, resultando en una subvención de Texaco al bando sublevado. Los agentes de aduanas estadounidenses descubrieron el esquema, causando un escándalo político.
En junio de 1937, el presidente Roosevelt se reunió con Rieber y amenazó con suspender los envíos. 
Texaco tuvo que pagar una multa de 22 mil dólares, pero aun así, Rieber continuó suministrando petróleo a Franco. También ordenó a su socio en la oficina de Texaco en París, William M. Brewster, que transmitiera a la inteligencia militar de los sublevados información sobre los suministros destinados al bando republicano, tanto las cantidades de combustible y su costo como la  descripción de los buques empleados por los republicanos y de sus movimientos. En total, Texaco suministró a los sublevados 3.5 millones de toneladas de petróleo con un valor de unos de 20 millones de dólares. Por sus servicios, Franco concedió a Rieber en 1954 la Gran Cruz de la Orden de Isabel la Católica.

### Negocios y contactos con la Alemania nazi
En 1936 Rieber encargó buques petroleros a los astilleros Deutsche Werft en Hamburgo, a cambio de suministrar petróleo a Alemania.
La construcción del buque Skandinavia no se completó hasta después de que estallara la Segunda Guerra Mundial en septiembre de 1939. A pesar de que los Estados Unidos eran neutrales, los alemanes no quisieron desprenderse de un buque que podría usarse para suministrar petróleo a sus enemigos. Rieber voló a Berlín para negociar con los funcionarios navales alemanes, tras lo que el almirante Erich Raeder permitió que el buque fuese fletado bajo la bandera de Panamá para suministrar petróleo a países neutrales.
En diciembre de 1939, Rieber y Hermann Göring visitaron juntos fábricas en Alemania. Pete Clausen, de Pan American Airlines, fue su piloto durante la visita. Rieber continuó enviando petróleo colombiano a Alemania, a pesar del embargo británico. Según un informe del servicio secreto alemán, Rieber era «absolutamente pro-alemán... un sincero admirador del Führer».
Rieber volvió a reunirse con el mariscal de campo Hermann Göring en 1940 y transmitió un mensaje de Hitler al presidente Roosevelt, invitándole a apoyar el plan de Berlín de formar una unión europea, liderada por Alemania, que abriría sus puertas a los Estados Unidos, pero Roosevelt rechazó la oferta. Rieber también se reunió con el agente alemán Gerhardt Alois Westrick, que obtenía información sobre los armamentos estadounidenses y sus intenciones respecto a la guerra en Europa. Tras la caída de Francia, el 26 de junio de 1940 Westrick dio una fiesta en el hotel Waldorf Astoria de Manhattan a la que asistieron directivos de IT&T, Ford y General Motors, así como Rieber. Westrick operaba bajo la tapadera de ser un delegado comercial y promovía el enorme potencial de comercio con el imperio alemán una vez que Gran Bretaña hubiera sido derrotada, lo que predecía que se conseguiría pronto. Westrick también se reunía con Rieber en sus oficinas en el edificio Chrysler. El servicio secreto británico reveló esto a la prensa estadounidense, causando un escándalo.
La difusión de información sobre las simpatías pronazis del capitán Rieber empezó a amenazar los negocios de Texaco. Después de una tormentosa reunión en agosto de 1940, el consejo de administración de Texaco forzó a Rieber a dimitir. En julio de 1940 la revista Life había publicado un extenso perfil de Rieber. Informando sobre su dimisión en su edición del 26 de agosto de 1940, Life le describió como una víctima inocente cuyos únicos errores habían sido cenar con Westrick y prestarle un coche de Texaco.

## Carrera posterior

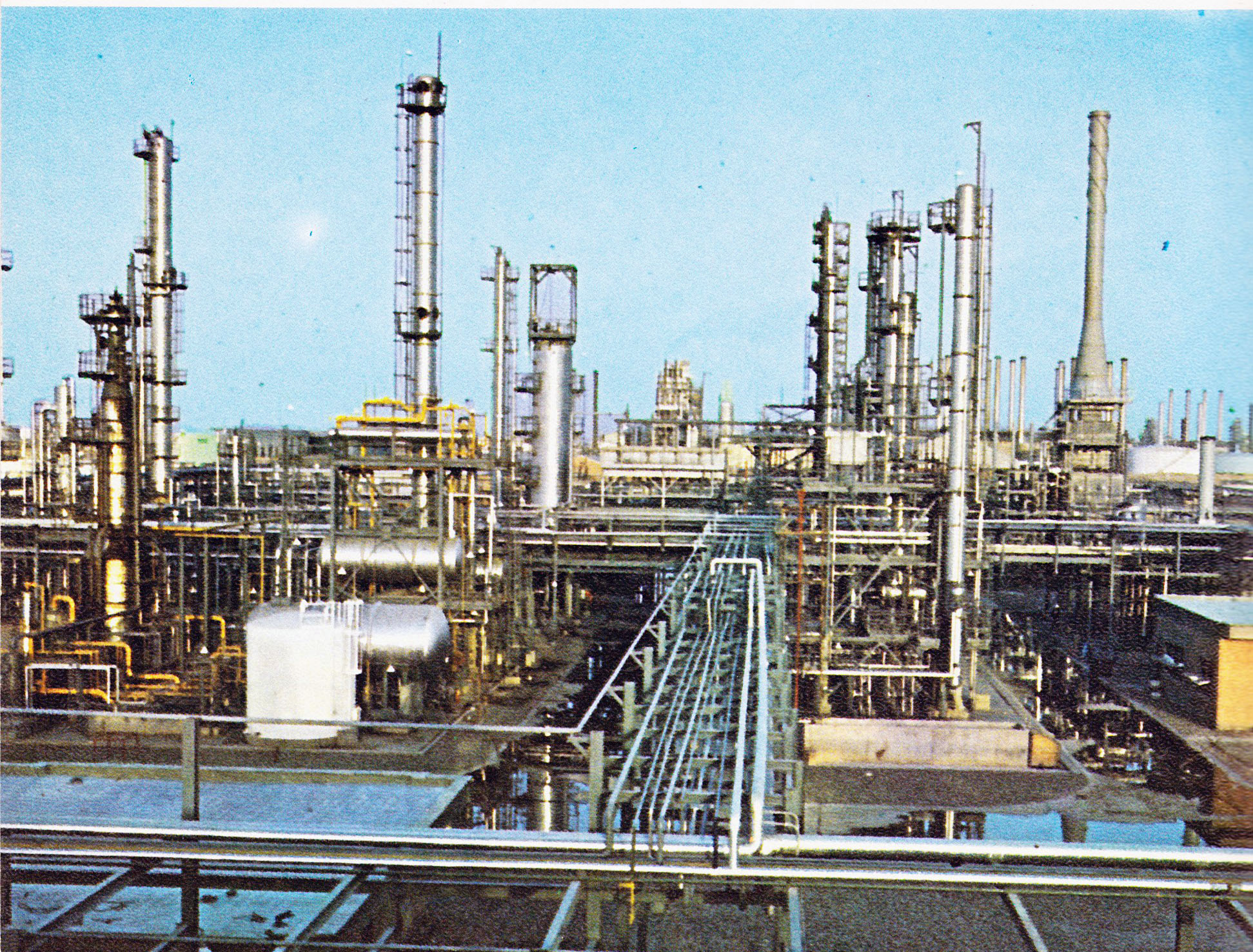
El Complejo petroquímico de Abadán en 1970

Rieber fue presidente de la Barber Oil Company después de dejar Texaco. 
En marzo de 1951, el parlamento iraní aprobó la nacionalización de la Anglo-Persian Oil Company (APOC), provocando la crisis de Abadán. La APOC repatrió a sus empleados y bajo presión británica otros países se unieron a su embargo del petróleo iraní. El gobierno iraní pidió ayuda al Banco Mundial para resolver la disputa, y se propuso que el banco gestionara la industria petrolera iraní esta su resolución.
El Banco Mundial comisionó a Rieber para que ayudara a Hector Prud'homme a examinar las instalaciones petroleras en Irán.
Los dos llegaron a Irán el 31 de diciembre de 1951 y se reunieron con el primer ministro iraní, Mohammad Mosaddeq, el día siguiente, transmitiéndole un mensaje de Robert Garner del Banco Internacional de Reconstrucción y Fomento antes de pasar a inspeccionar las instalaciones en Abadan.
En febrero de 1952 Rieber participó en otra misión del Banco Mundial para negociar la preparación del reinicio de la producción de petróleo a la espera de que se alcanzara un acuerdo con el gobierno británico sobre la propiedad de las instalaciones. Una dificultad era que los iraníes no querían dejar que volvieran los técnicos británicos y no era fácil encontrar técnicos en un número suficiente de otros países. El obstáculo principal era la demanda británica de recibir una parte substancial de las ganancias.
En 1953 los gobiernos británico y estadounidense patrocinaron un golpe de Estado que restauró el poder autocrático del Shah Mohammad Reza Pahlavi, amigo de las potencias occidentales, en lugar del gobierno elegido democráticamente. Rieber pasó a asesorar al nuevo gobierno iraní y le ayudó en sus negociaciones en 1954 con un consorcio de Standard Oil de Nueva Jersey, Royal Dutch Shell y la Anglo-Persian Oil Company. Su influencia fue notable en el acuerdo resultante.
En 1963 Rieber asistió a la celebración del cuadragésimo aniversario de la revista Time organizada por su editor, Henry Luce, en el Waldorf Astoria, participando también muchas otras de las personas que habían salido en la portada de la revista desde su fundación. Rieber falleció en Manhattan el 10 de agosto de 1968, a los 86 años de edad.